# 佐久市立中佐都小学校
佐久市立中佐都小学校（さくしりつ なかさとしょうがっこう）は、長野県佐久市塚原に所在する公立小学校。